# 9683 Rambaldo
A 9683 Rambaldo (ideiglenes jelöléssel 4099 P-L) a Naprendszer kisbolygóövében található aszteroida. Cornelis Johannes van Houten, Ingrid van Houten-Groeneveld és Tom Gehrels fedezte fel 1960. szeptember 24-én.